# Rupia das Seicheles
A rupia das Seicheles é a moeda oficial da República das Seicheles desde 1914, quando substituiu a rupia mauriciana em igualdade de paridade.
Seu código international é SCR.
Ele se divide em 100 centavos. A linguagem utilizada nas notas e moedas é o inglês. Seu código ISO é SCR.